# Мур (тауншип, Миннесота)
Мур (англ. Moore) — тауншип в округе Стивенс, Миннесота, США. На 2000 год его население составило 252 человека.

## География
По данным Бюро переписи населения США площадь тауншипа составляет 91,5 км², из которых 91,5 км² занимает суша, водоёмов нет.

## Демография
По данным переписи населения 2000 года здесь находились 252 человека, 81 домохозяйство и 69 семей.  Плотность населения —  2,8 чел./км².  На территории тауншипа расположено 83 постройки со средней плотностью 0,9 построек на один квадратный километр. Расовый состав населения: 100,00 % белых.
Из 81 домохозяйства в 44,4 % воспитывались дети до 18 лет, в 82,7 % проживали супружеские пары, в 1,2 % проживали незамужние женщины и в 13,6 % домохозяйств проживали несемейные люди. 8,6 % домохозяйств состояли из одного человека, при том 3,7 % из — одиноких пожилых людей старше 65 лет. Средний размер домохозяйства — 3,11, а семьи — 3,31 человека.
31,7 % населения — младше 18 лет, 10,7 % — в возрасте от 18 до 24 лет, 25,4 % — от 25 до 44, 23,4 % — от 45 до 64, и 8,7 % — старше 65 лет. Средний возраст — 34 года. На каждые 100 женщин приходилось 123,0 мужчин.  На каждые 100 женщин старше 18 приходилось 115,0 мужчин.
Средний годовой доход домохозяйства составлял 44 583 доллара, а средний годовой доход семьи —  47 500 долларов. Средний доход мужчин —  34 375  долларов, в то время как у женщин — 21 875. Доход на душу населения составил 17 001 доллар. За чертой бедности находились 2,9 % семей и 2,4 % всего населения тауншипа.